# Jamal Zougam
Jamal Zougam (Tánger, Marruecos, 1973) es un terrorista, condenado como autor de 191 asesinatos y dos abortos no deseados, 1.856 asesinatos en grado de tentativa, cuatro delitos de estragos terroristas y pertenencia o integración en organización terrorista, por su participación en los atentados terroristas del 11 de marzo de 2004 en Madrid. Fue el primer detenido en relación con los atentados y más tarde acusado y condenado por participar en la colocación de las bombas el 11-M. Era socio y gerente de la tienda de telefonía móvil Nuevo Siglo, en la madrileña calle Tribulete, de Lavapiés, desde la que suministró la tarjeta localizada en el teléfono móvil de la mochila de Vallecas, que condujo hasta los autores del atentado. La sentencia estableció que dicho suministro consistió en la venta por parte de un empleado de una partida de treinta tarjetas por 650 euros.

## Antes de los atentados
El 10 de julio de 2001, dos meses antes de los atentados del 11-S, Zougam fue investigado, a raíz de una comisión rogatoria francesa, en el curso de las actuaciones del juez Baltasar Garzón contra la célula española de Al Qaeda. Un investigador francés (Jean-Louis Bruguiere) advierte que Zougam, que posee una tienda de teléfonos móviles en Madrid, es un importante militante con vínculos internacionales y aconseja a los españoles que lo arresten. Su domicilio fue registrado encontrándose en él:
- Anotaciones de los teléfonos móviles de Abdulrahman Alarnaot Abualjer, Amer el-Azizi y Said Chedadi, miembros de la célula de Abu Dahdah, condenados en 2006 por integración en organización terrorista por su vinculación con Al Qaeda.[3]

- Cintas de vídeo sobre la lucha islamista en Daguestán, otro con una entrevista a Osama Bin Laden, y vídeos en los que aparecían los hermanos Abdelaziz y Salaheddin Benyaich, procesado el primero y absuelto por el Tribunal Supremo al no considerar probado que fuese muyahidín, detenido el segundo en Marruecos por su relación con los atentados de Casablanca.

No fue procesado entonces, ante la insuficiencia de las pruebas y comprobarse que el teléfono que había aparecido en la agenda del terrorista Courtailler, se transcribió erróneamente, no correspondiendo como se creyó inicialmente a su madre, Aicha Achab, con la cual vivía
En la madrugada del 12 de marzo de 2004, los investigadores descubrieron una tarjeta telefónica perteneciente a Jamal Zougam que estaba conectada a una bomba sin explotar. A las 16 horas del 13 de marzo de 2004, un día antes de las elecciones nacionales en España, el ministro del Interior, Angel Acebes, anuncia en televisión la detención de Jamal Zougam y otros dos ciudadanos marroquíes por su vinculación con los atentados, junto a dos ciudadanos que denomina erróneamente por su religión "hindúes" en vez de por su nacionalidad.

## El juicio del 11-M
Zougam ha sido condenado como autor material junto con otros de la matanza del 11-M por haber colocado una de las mochilas bomba en los trenes y participado en su fabricación proporcionando los teléfonos móviles empleados en su detonación. 
Desde el primer momento Zougam se declaró inocente, declarando en el juicio que es imposible que pudiera estar en los trenes, pues «estaba durmiendo en mi casa» hasta las diez de la mañana, y los testigos que le reconocieron según él habrían incurrido en múltiples contradicciones, además de reconocerle solo después de haberle visto en televisión. También negó conocer al resto de los implicados y declaró no tener relación con las tarjetas de telefonía, responsabilidad, según dijo, del socio de la tienda. Preguntado por su abogado dijo condenar los atentados.
El fiscal solicitó para él una pena de 38.654 años de prisión. El juicio de la Audiencia Nacional acabó el 2 de julio de 2007 y quedó visto para sentencia. Esta se hizo pública el 31 de octubre de 2007 y se le impuso una condena como autor material del atentado y pertenencia a banda terrorista de 42.917 años de prisión. Fue declarado culpable de 191 asesinatos y dos abortos, de 1.856 asesinatos en grado de tentativa (delitos de asesinato frustrado), de cuatro delitos de estragos terroristas y de pertenencia a banda terrorista. La resolución de la Audiencia Nacional fue confirmada por la sentencia 503/2008 del Tribunal Supremo de España el 17 de julio de 2008, que declaró probada la participación material de Zougam en la colocación de la bomba que hizo explosión en el cuarto vagón del tren 21713 estacionado en la estación de Santa Eugenia.

## Controversia sobre los testimonios contra Zougam en el juicio del 11-M
Todavía algunos años después de la condena firme, el diario El Mundo, que en ocasiones anteriores había concedido extensas entrevistas pagadas a alguno de los acusados y posteriormente condenados, sostuvo que las dos testigos de nacionalidad rumana que identificaron a Zougam en los trenes el día de los atentados habrían cometido falso testimonio. Según este medio, estas testigos habían aportado con ello «la prueba que sirvió para condenar como autor material a Jamal Zougam», pero que dicha identificación, se hizo para obtener la condición de víctimas y la indemnización correspondiente, por lo que su veracidad resultaba «más que cuestionable». Cabía deducir de ello, aunque el medio no lo afirmaba abiertamente, que Zougam era inocente de los atentados, habiendo sido condenado injustamente. El diario insinuaba a su vez confusas relaciones entre la condena y la cacería, celebrada en 2009, que forzó a la dimisión del ministro de justicia Mariano Fernández Bermejo, o con la medalla concedida al juez Javier Gómez Bermúdez. Sin embargo, las informaciones del citado medio, han sido doblemente cuestionadas. Primero, se alega que las pruebas testificales en las que se basó la condena no se apoyaron exclusivamente en los dos testimonios citados, de los que uno de ellos, según la sentencia del Tribunal Supremo, era además innecesario y redundante. Y segundo, que el diario El Mundo habría presionado a los testigos citados al objeto de exculpar a Jamal Zougam, según una denuncia presentada en la Audiencia Nacional. A este respecto fue presentada por las testigos denuncia por coacciones contra dos periodistas del diario El Mundo que las habían entrevistado, denuncia que fue archivada por el titular del juzgado de instrucción número 38 de Madrid, al estimar que no existían pruebas de comportamiento delictivo por parte de dichos periodistas. El archivo de la denuncia fue confirmado posteriormente por la Audiencia Provincial de Madrid. Por otro lado, en junio de 2012 se abrió en el Juzgado de Instrucción n.º 39 de Madrid una investigación para determinar la credibilidad de las dos testigos protegidos, pues de demostrarse ciertos los hechos denunciados podrían constituir un delito de falso testimonio y, en su caso, podrían dar lugar a una revisión de la condena.

## Red de captación yihadista
En octubre de 2018 fue investigado por pertenecer al grupo llamado frente de cárceles yihadista, una suerte de red de captación y adoctrinamiento que, según los investigadores, lideraría Mohamed Achraf, encarcelado tras la Operación Nova en 2004. Varios de los integrantes de la red pertenecían a las mismas células en las que operaban cuando fueron desmanteladas por las Fuerzas de Seguridad del Estado, creadas por Al Qaeda y el Estado Islámico (Daesh), que pese a los enfrentamientos que mantienen en el exterior, confluyen en el «fin común de la yihad» dentro de los centros penitenciarios.
Finalmente fue exonerado de las acusaciones al no encontrarse pruebas